# أساطير جزر كوك

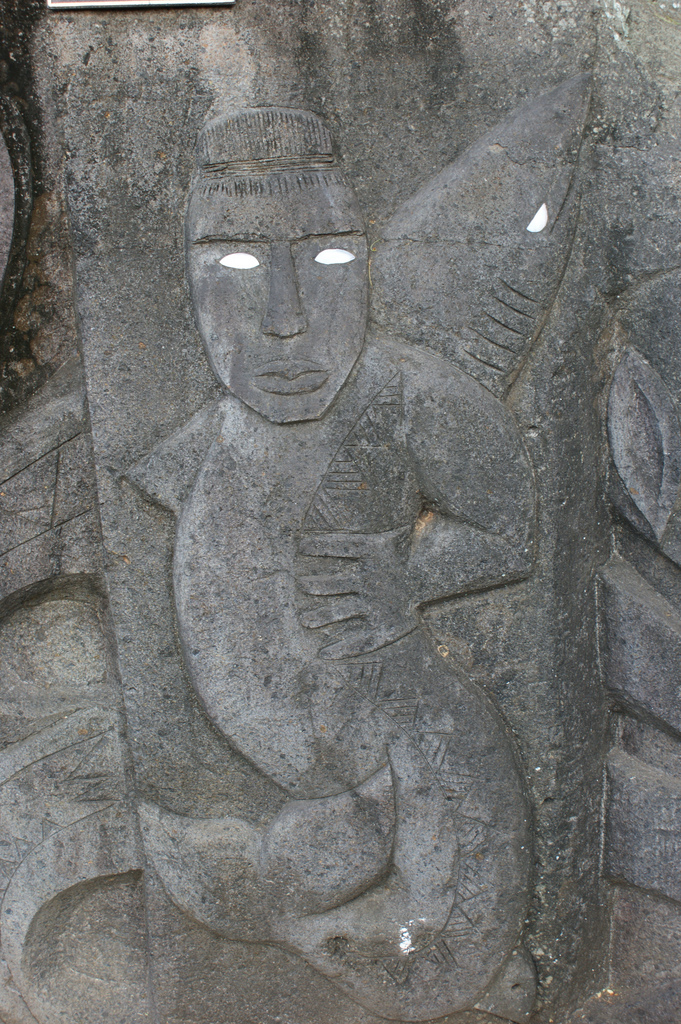
نقش على حجر البازلت يصور إله القمر أفاتيا، راروتونجا.

تتضمن ميثولوجيا جزر كوك (بالإنجليزية: Cook Islands mythology)‏ الأساطير التاريخية واللجندات الأسطورية والفولكلور الذي تناقله سكان جزر كوك القديمة عبر أجيال عديدة. تُروى العديد من أساطير جزر كوك من خلال الأغاني والترانيم القديمة. تشبه الميثولوجيا والحكايات الأسطورية في جزر كوك الأساطير البولينيزية العامة، التي تطورت على مر القرون حتى وصلت إلى شكلها المتميز والفريد.

## أسطورة الخلق
في أسطورة الخلق في جزر كوك، كان يُنظر إلى الكون على أنه يشبه جوف قشرة جوز الهند، والجزء الداخلي من هذه القشرة الخيالية هو أفيكي، العالم السفلي، والجانب الخارجي للقشرة باعتباره العالم الأعلى للبشر. في أعماق مختلفة هناك طبقات من مستويات مختلفة، أو أراضي، والتي تتصل مع بعضها البعض. يوجد في الجزء السفلي من جوز الهند هذا ساق، ساق مستدق إلى حد ما، والذي يمثل بداية كل الأشياء. هذه النقطة هي مسكن لروح بدون شكل بشري يدعى تا-أكا-آ-روي Te aka ia Roe (جذر كل الوجود). نسيج الكون كله مدعوم باستمرار بواسطة هذا الكائن الأساسي.
نتقدم الآن إلى داخل قشرة جوز الهند المفترضة، وهي الجزء الأدنى من أفيكي، حيث تلتقي جوانب القشرة تقريبًا، وتعيش هناك إلهة من اللحم والدم تدعى فاريما تي تاكري Varima te takere (البداية الأولى). إن أرضها ضيقة للغاية، لدرجة أن ركبتيها تلمس ذقنها، ولا يمكن أن يكون هناك موقف آخر ممكن. فاريما تي تاكري كانت حريصة للغاية على الذرية. في أحد الأيام، انتزعت جزءً من جانبها الأيمن، مثل فاكهة من شجرة، وأصبحت أول إنسان، أول رجل أفاتيا (أو فاتيا). أصبح والد الآلهة والرجال. الأرض التي خصصتها الأم العظيمة لأفاتيا كانت تسمى تي بابارايراي (الأرض الرفيعة). استمرت فاريما تاكيري في انتزاع المزيد من قطع اللحم من جسدها، والتي تم إنشاء المزيد من الأطفال منها، وخلقت من جانبها الأيمن من جسدها إله (آلهة)، ومن جانبها الأيسر من جسدها خلقت إلهات.

## الشخصيات البارزة والمصطلحات
- أفيكي، أرض الآلهة والأجداد.
- أفاتيا، الرجل الأول، إله السماء والقمر.
- أوبارو، تيار، مكان للاستحمام لروح الطبيعة
- هينا، محب إله القمر ماراما.
- ماراما، إله القمر.
- نجاناوا، بطل الأسطورة من أيتوتاكي.
- بابا، إلهة الأرض
- رونجو، إله الغطاء النباتي.
- تامانجوري، عملاق آكلي لحوم البشر
- تنغروا، إله البحر.
- Varima te takere، الإلهة الأم البدائية.
- فاتيا، على غرار أفاتيا، إله مانجايا.